# Бибај (Хокаидо)
Бибај (јап. 美唄市) град је у Јапану у префектури Хокаидо и субпрефектури Сорачи. Према попису становништва из 2013. у граду је живело 24.768 становника.

## Географија
Река Ишикари протиче западно од Бибаја. На реци Бибај, притоке Исхикари реке, изграђена је брана Бибај.
Језеро Мијаџима је регистровано као мочвара по Рамсарској конвенцији у 2002. години.

## Становништво
Према подацима са пописа, у граду је 2013. године живело 24.768 становника, са просечном густином насељености од 89,2 становника по km²

## Историја
Име Бибај потиче од Аину речи "pipa o i", што значи "место са много петлова креста бисерних шкољки" Cristaria plicata
- 1890 - selo Нумакај је основано.
- 1925 - село Нумакај постало је Нумакај варош.
- 1926 - Нумакај је преименован у Бибај.
- 1950 - Бибај варош постаје Бибај град.
- 1982 - Бибај брана је завршена.